# I Robot
I Robot — второй студийный альбом британской арт-рок-группы The Alan Parsons Project, вышел в июне 1977 года на лейбле Arista Records. Диск поднялся до 9-го места в Billboard 200. Многократно переиздавался, в 2007 году переиздан с добавлением бонус-треков.

## Об альбоме
I Robot записан на знаменитой звукозаписывающей студии «Эбби-Роуд» (январь — март 1977). Альбом создан под влиянием творчества американского писателя-фантаста Айзека Азимова. Название альбома повторяет название изданного в 1950 году сборника научно-фантастических рассказов «Я, робот» Азимова, который с энтузиазмом отнесся к идее создания музыкального альбома по мотивам своих произведений. Однако права на использование этого названия ранее были переданы Азимовым кинокомпании, поэтому название альбома пришлось слегка изменить, убрав из него запятую.

## Обложка
Обложка альбома была оформлена дизайнерской студией Hipgnosis.

## Список композиций
Все песни написаны Аланом Парсонсом и Эриком Вулфсоном, кроме отмеченных особо.
1. «I Robot» — 6:02
2. «I Wouldn’t Want to Be Like You» — 3:22
3. «Some Other Time» — 4:06
4. «Breakdown» — 3:50
5. «Don’t Let It Show» — 4:24
6. «The Voice» — 5:24
7. «Nucleus» — 3:31
8. «Day After Day (The Show Must Go On)» — 3:49
9. «Total Eclipse» (Эндрю Пауэлл) — 3:09
10. «Genesis Ch.1. V.32» — 3:28

Бонус-треки на переиздании 2007 года:
1. «Boules» (I Robot experiment) — 1:59
2. «Breakdown» (early demo of backing riff) — 2:09
3. «I Wouldn’t Want to Be Like You» (backing track rough mix) — 3:28
4. «Day After Day» (early stage rough mix) — 3:40
5. «The Naked Robot» — 10:19

## В записи участвовали
- Алан Парсонс — клавишные, продюсер, инженер
- Эрик Вулфсон — клавишные

Приглашённые музыканты:
- Данкан Макэй — клавишные
- Дэвид Патон[англ.] — бас-гитара, акустическая гитара
- Стюарт Тош — барабаны, перкуссия
- Иэн Бэрнсон[англ.] — электрическая и акустическая гитара
- Би Джей Коул — стил-гитара
- Джон Лич — цимбалы, кантеле
- Ленни Закатек — вокал
- Аллан Кларк — вокал
- Стив Харли — вокал
- Джек Харрис — вокал
- Питер Стрэкер — вокал
- Яки Уитрен — вокал
- Стив Дэвис — вокал
- Дэйв Таунсенд — вокал

## Позиции в хит-парадах
| Год  | Чарт            | Место |
| ---- | --------------- | ----- |
| 1977 | UK Albums Chart | 30    |
| 1977 | Canada          | 11    |
| 1977 | Billboard 200   | 9     |

| Хит-парад (1977)      | Позиция |
| --------------------- | ------- |
| Канада (RPM Year-End) | 68      |